# The Stranger (film 1995)
The Stranger è un film statunitense del 1995 diretto da Fritz Kiersch. È inedito in Italia.

## Trama
Per anni, la piccola cittadina desertica di Lakeview, Arizona è stata controllata da una brutale gang di biker capeggiata da un uomo di nome Angel. Gli abitanti vengono sottoposti a soprusi e regolarmente terrorizzati dai membri della gang, e lo sceriffo locale Gordon Cole non è più stato lo stesso da quando la gang ha stuprato ed ucciso la sua fidanzata Bridget. Tormentato dall'alcolismo e dalla depressione, non è più in grado di svolgere il suo lavoro e mantenere la sicurezza nel paese.
Un giorno, una misteriosa giovane donna vestita di pelle nera arriva in città in sella a una motocicletta, e comincia ad uccidere i membri della gang di Angel. Quando Cole cerca di interrogarla riguardo ai recenti omicidi avvenuti in città, nota in lei una forte somiglianza con la sua defunta ragazza e si innamora della straniera, con grande disappunto di Sally Womack, innamorata di Cole da lungo tempo.
Temendo rappresaglie da parte di Angel (che attualmente è fuori città) per la morte dei suoi uomini, Sally implora Cole di arrestare la straniera, ma lo sceriffo si rifiuta. Di nascosto, Sally chiede allora l'aiuto del corrotto vicesceriffo Steve Stowe e del sindaco di Lakeview per catturare la ragazza, ma il loro piano fallisce miseramente causando inoltre la morte di Stowe. Nel frattempo la donna, esperta di arti marziali, continua la sua opera di eliminazione dei biker uno ad uno, in attesa del ritorno di Angel.
Durante il tempo trascorso a Lakeview, la straniera conosce vari abitanti, tra i quali la sorella minore di Bridget, Gordet, che vive in stato vegetativo da quando assistette al brutale omicidio della sorella.
Alla fine Cole ha una relazione sentimentale con la donna, ma non riesce a scoprire nulla delle sue origini. Indubbiamente è identica a Bridget, ma altro non è dato sapere. Tuttavia, durante una lite la straniera ammonisce Cole per la sua apatia nei confronti della malvagia gang di motociclisti, e quando l'uomo cerca di scusarsi dicendole che la ama, la donna risponde amaramente che l'uomo è "innamorato di un fantasma".
Quando ormai il ritorno di Angel è imminente, gli abitanti di Lakeview decidono di evacuare la cittadina. Sebbene Sally cerchi di convincere Cole a partire con lei, egli sceglie di restare. Cole e la straniera uniscono le proprie forze e sconfiggono gli ultimi membri della gang di Angel. Finalmente, la donna incontra Angel faccia a faccia, e lo uccide in duello. Vittoriosa, la misteriosa straniera sale sulla moto e se ne va al tramonto.

## Produzione
The Stranger venne girato nel 1994 a Coaldale, Nevada, che oggi è una "città fantasma". Per la parte della protagonista fu scelta la campionessa di kickboxing Kathy Long, già controfigura di Michelle Pfeiffer in Batman - Il ritorno.